# Naples (Floride)
Pour les articles homonymes, voir Naples (homonymie).
La ville de Naples est le siège du comté de Collier, dans l’État de Floride, aux États-Unis. Sa population s’élevait à 19 539 habitants lors du recensement de 2010, estimée à 22 088 habitants en 2019. Bien que Naples soit officiellement le siège du comté, la cour de justice du comté est située à East Naples. La ville de Naples se situe juste à l’ouest de la réserve nationale de Big Cypress et au nord des Everglades.
Naples ne devint prospère que dans les années 1920 avec l'arrivée du chemin de fer et l'achèvement, en 1928, de la route du Tamiami Trail.

## Démographie
| Groupe            | Naples | Floride | États-Unis |
| ----------------- | ------ | ------- | ---------- |
| Blancs            | 93,3   | 75,0    | 72,4       |
| Afro-Américains   | 4,2    | 16,0    | 12,6       |
| Métis             | 1,0    | 2,5     | 2,9        |
| Asiatiques        | 0,6    | 2,4     | 4,8        |
| Autres            | 0,9    | 4,1     | 7,3        |
| Total             | 100    | 100     | 100        |
|                   |        |         |            |
| Latino-Américains | 4,5    | 22,5    | 16,7       |

Selon l’American Community Survey, pour la période 2011-2015, 89,79 % de la population âgée de plus de 5 ans déclare parler l'anglais à la maison, 3,95 % déclare parler l'espagnol, 1,90 % un créole français, 0,86 % l'italien, 0,81 % l'allemand, 0,62 % le français et 2,07 % une autre langue.
| 1930 | 1940  | 1950  | 1960  | 1970   | 1980   |
| ---- | ----- | ----- | ----- | ------ | ------ |
| 391  | 1 253 | 1 465 | 4 656 | 12 042 | 17 581 |

| 1990   | 2000   | 2010   | - | - | - |
| ------ | ------ | ------ | - | - | - |
| 19 508 | 20 981 | 19 539 | - | - | - |

## Transports
Naples possède un aéroport, l’aéroport municipal de Naples, code AITA : APF).

## Patrimoine
- Le Sanctuaire Corkscrew Swamp, réserve naturelle au nord de Naples.

## Personnalités liées à la ville
- Le romancier Robert Ludlum y a vécu jusqu'à sa mort.
- L'écrivaine Mary Higgins Clark est morte à Naples le 31 janvier 2020.
- L'astronaute américain Michael Collins y est mort le 28 avril 2021.
- L'homme d'affaires Shahid Khan y vit toujours.